# Иван Маркузов
Иван Маркузов, наричан поп Ваче (Вичо) или Поп Ванчо, е български духовник и български революционер, деец на Вътрешната македоно-одринска революционна организация.

## Биография
Иван Маркузов е роден през 1849 година в леринското село Горно Върбени (Екши Су), тогава в Османската империя, днес в Гърция. Става свещеник в родното си село и същевременно е член на ВМОРО. През 1879 година е член на селския комитет през на организацията. Осъден е от турските власти на 15 години затвор за революционна дейност, но е амнистиран. На 20 юли 1903 година се явява като доброволец в четата на Михаил Чеков, но заради напредналата си възраст е освободен от войводата. Умира през 1926 година в Горно Върбени. Негов син е революционерът от ВМОРО Васил Попвачев.